# Frank Bleckmann
Frank Bleckmann (* 3. August 1967 in Mülheim an der Ruhr) ist ein ehemaliger deutscher Säbelfechter des OFC Bonn. Bleckmann wurde im Mannschaftswettbewerb Vizeweltmeister und mehrfacher Deutscher Meister. Außerdem nahm er im Jahr 1996 für Deutschland an den Olympischen Spielen in Atlanta teil und erreichte unter anderem Rang 8 im Mannschaftswettbewerb.

## Erfolge
Olympische Spiele
- 1996 Olympische Sommerspiele in Atlanta, 8. Platz Team, 21. Platz Einzel[2]

Weltmeisterschaften
- 1986 Weltmeisterschaft (Junioren) in Stuttgart, 19. Platz Einzel[3]
- 1989 Weltmeisterschaft in Denver, 2. Platz Team[4]
- 1990 Weltmeisterschaft in Lyon, 3. Platz Team[4], 21. Platz Einzel[5]
- 1991 Weltmeisterschaft in Budapest, 3. Platz Team[4]
- 1993 Weltmeisterschaft in Essen, 3. Platz Team[4], 15. Platz Einzel[6]

Europameisterschaften
- 1996 Europameisterschaft in Limoges, 15. Platz Einzel[7]

Deutsche Meisterschaften
- 1989 Deutsche Meisterschaft in Tauberbischofsheim, 1. Platz Team[8]
- 1991 Deutsche Meisterschaft in Einbeck, 1. Platz Team[8]
- 1992 Deutsche Meisterschaft, 1. Platz Team[8]
- 1995 Deutsche Meisterschaft, 3. Platz Einzel[8]

Andere Turniere
- 1987 Sieben-Nationen-Turnier in Bonn, 1. Platz Team[1]
- 1989 Sieben-Nationen-Turnier in Bonn, 1. Platz Team[8]
- 1991 Sieben-Nationen-Turnier in Bonn, 1. Platz Team[8]